# Tomasz Bury
Tomasz Bury herbu Paparona – skarbnik smoleński w latach 1670–1674, podciwun retowski.
W 1674 roku był elektorem Jana III Sobieskiego z Księstwa Żmudzkiego.